# Riding the Wave (singolo)
Riding the Wave è un singolo del gruppo musicale australiano Sheppard, pubblicato il 13 aprile 2018 come quinto estratto dal secondo album in studio Watching the Sky.